# Molophilus (Molophilus) stewartensis
Molophilus (Molophilus) stewartensis is een tweevleugelige uit de familie steltmuggen (Limoniidae). De soort komt voor in het Australaziatisch gebied.